# Polemone (mitologia)
Nella mitologia greca, Polemone era il nome di uno dei re dei Cari. 

## Il mito
Ebbe un figlio, Nasso che conquistò un'isola e le diede il proprio nome.